# Dane (żupania istryjska)
Dane – wieś w Chorwacji, w żupanii istryjskiej, w gminie Lanišće. W 2011 roku liczyła 9 mieszkańców.